# Плагин
Плаги́н (англ. plug-in, от plug in «подключать») — независимо компилируемый программный модуль, динамически подключаемый к основной программе и предназначенный для расширения и/или использования её возможностей. Плагины обычно выполняются в виде библиотек общего пользования.
Для возможности подключения плагинов разработчик основного приложения должен предусмотреть в нём некоторый программный интерфейс, а также хотя бы минимальные возможности по управлению набором плагинов. В этом случае возможности программы могут быть расширены сторонними разработчиками. В некоторых приложениях плагины могут настраиваться пользователем дополнительно.
Пример: Adobe Flash Player, Microsoft Silverlight.

## Принципы работы
Основное приложение предоставляет сервисы, которые плагин может использовать. К ним относится предоставляемая плагину возможность зарегистрировать себя в основном приложении, а также протокол обмена данными с другими плагинами.
Плагины являются зависимыми от сервисов, предоставляемых основным приложением, и зачастую отдельно не используются. В противоположность им, основное приложение независимо оперирует плагинами, предоставляя конечным пользователям возможность динамически добавлять и обновлять плагины без необходимости внесения изменений в основное приложение.

## Примеры
Плагином к растровому графическому редактору может быть фильтр, который каким-либо образом изменяет изображение, палитру и прочее.
Часто в виде плагина выполняется поддержка форматов файлов, например, для звуковых и видеопроигрывателей, пакетов офисных приложений, программ обработки звука и графики. В программах обработки звука плагины выполняют обработку и создание звуковых эффектов, например, мастеринг, применение эквалайзера и сжатие динамического диапазона. Некоторые плагины изменяют технические характеристики звука: глубину, частоту дискретизации и прочее.
Большой популярностью пользуются плагины для почтовых программ, а именно спам-фильтры, плагины для проверки писем антивирусом и пр. В компьютерных играх плагины могут использоваться для настройки множества параметров игры, используя специальные библиотеки, предоставляющие возможности для внесения таких изменений и обеспечивающие работу плагинов (может применяться термин «дополнение»). Например, изменения игровых правил, создание новых игровых механик. Использование плагинов более распространено в сетевых играх.